# بی‌رخ‌دندان‌ها
بی‌رخ‌دندان‌ها (نام علمی: Apareiodon) نام یک سرده از تیره ماهی‌های خراش‌دندان است.